# Haus am Köllnischen Park
Das Haus am Köllnischen Park, Bestandteil des zukünftigen Metropol Parks, ist ein denkmalgeschütztes Gebäude im Berliner Bezirk Mitte, Ortsteil Mitte. Das sechsgeschossige Bauwerk am Südrand des Köllnischen Parks trägt die Adresse Rungestraße 3–6, 7.
Ursprünglich als Verwaltungsgebäude der AOK Berlin errichtet, diente das Gebäude von 1955 bis 1990 als Sitz der Parteihochschule „Karl Marx“ der SED und ging nach der politischen Wende durch verschiedene Hände. Derzeit wird das Gebäude saniert, bis 2018 sollen dort 205 hochpreisige Eigentumswohnungen entstehen. Aufgrund seiner Farbe und der Nutzung als SED-Kaderschmiede wurde das Gebäude im Berliner Volksmund unter anderem als „Rotes Kloster“ bezeichnet.

## Geschichte

### Errichtung
Das Gebäude wurde im Auftrag der Zentralverwaltung der AOK Berlin vom Architekten Albert Gottheiner (1878–1947) entworfen. Baubeginn war 1930, eröffnet wurde der Verwaltungsbau 1933.

### 1945–1990

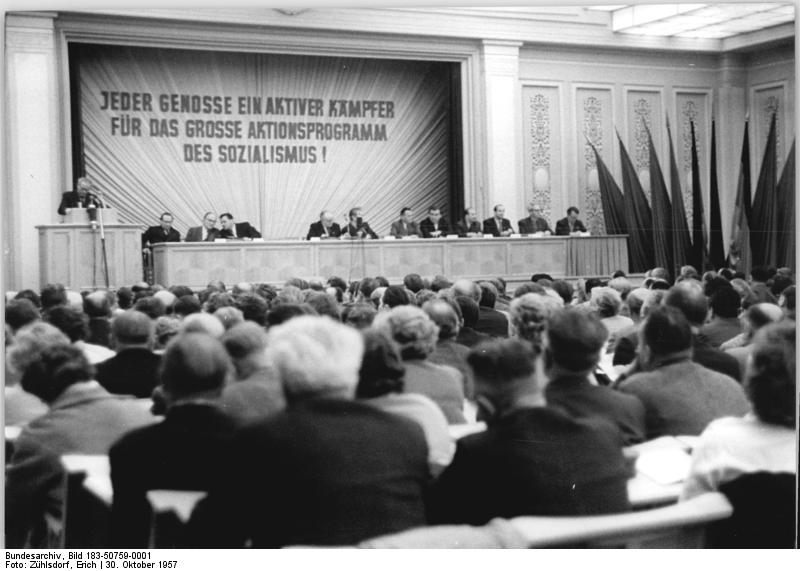
Tagung im Haus am Köllnischen Park, 1957

Nach dem Zweiten Weltkrieg beherbergte das Gebäude in der DDR-Zeit ab 1955 die Parteihochschule der SED, die bei ihrer Gründung folgende Aufgabe bekam: „Heranbildung qualifizierter Kader in Verbindung mit theoretischer Forschungsarbeit und Herstellung von Schulungs- und anderen Materialien nach den Weisungen des Zentralsekretariats“. Die Parteihochschule war eine offizielle staatliche Hochschule mit einer Eintragung in das Hochschulregister der DDR, die auch das Promotions- und Habilitationsrecht besaß. In bis zu dreijähriger Studienzeit wurden Funktionäre für DDR-Gremien und auch junge Sozialisten aus Entwicklungsländern ausgebildet oder in Kurzlehrgängen qualifiziert. An der Straße Am Köllnischen Park entstand 1971 ein Erweiterungsbau, der für Großveranstaltungen wie Kongresse, Ausstellungen, Jugendweihefeiern usw. genutzt wurde. Das Bauwerk trug den Namen Haus am Köllnischen Park. Dieser Begriff ging im täglichen Sprachgebrauch auf den gesamten Gebäudekomplex über.

### 1990–2013
Nachdem im Sommer 1990 die Parteihochschule abgewickelt wurde, stand das Gebäude einige Zeit lang leer, dann fiel es in das Eigentum der AOK Berlin zurück. Die AOK ließ es sanieren und nutzte den Komplex bis 2003 u. a. als Sitz ihrer Rechtsabteilung. Danach erwarb der Projektentwickler Vivacon die Immobilie, der die gesamten Räume als Haus Luise zu rund 200 Luxuswohnungen ausbauen lassen wollte. Im Jahr 2008 bekam die Architektin Annette Axthelm den Planungsauftrag für die Umbauarbeiten. Vivacon ging jedoch im Jahr 2010 insolvent und ein neuer Eigentümer wurde gesucht und gefunden. Nun ging es nicht mehr nur um viele Wohnungen, sondern „um ein Lebensgefühl, um Großzügigkeit und um Lockerheit in den bis zu sechs Meter hohen Räumen“. Im Herbst 2013 wurde mit Bauarbeiten und dem Abriss von Nebengebäuden einschließlich des Kultur-Erweiterungsbaus von 1971 in der Straße Am Köllnischen Park (Nutzfläche ca. 2100 m²) und in der Wassergasse begonnen. Ende der 2000er Jahre wurde das Gebäude zeitweilig vom Club Ritter Butzke genutzt.

### Seit 2014
Der neue Eigentümer, der Fonds Activum SG unter Mithilfe des Projektentwicklers Home Center Management GmbH, will das vorhandene Hauptgebäude entlang der Wassergasse um drei Etagen in einer modernen Formensprache aufstocken lassen und weitere vier Nebengebäude errichten. Die Planungen wurden wiederum der Architektin Annette Axthelm zusammen mit Henner Rolvien übertragen. Bis Frühjahr 2018 sollen die Wohnungen bezugsfertig sein. Der Komplex mit dem neuen Namen Metropol Park wird dann über 205 Eigentumswohnungen verfügen. Als Käufer werden Berliner und internationale Investoren und Eigennutzer erwartet. Die Kaufpreise sind bis 8000 Euro/m² kalkuliert.
Das Gebäude wird unter anderem von der Senatsverwaltung für Stadtentwicklung und Wohnen genutzt, die im Gebäude eine Ausstellung mit historischen Stadtmodellen zeigt. Gebäude und Modelle sind in Christian Petzolds Film Undine (2020) zu sehen.

## Architektur

### Altbaukomplex

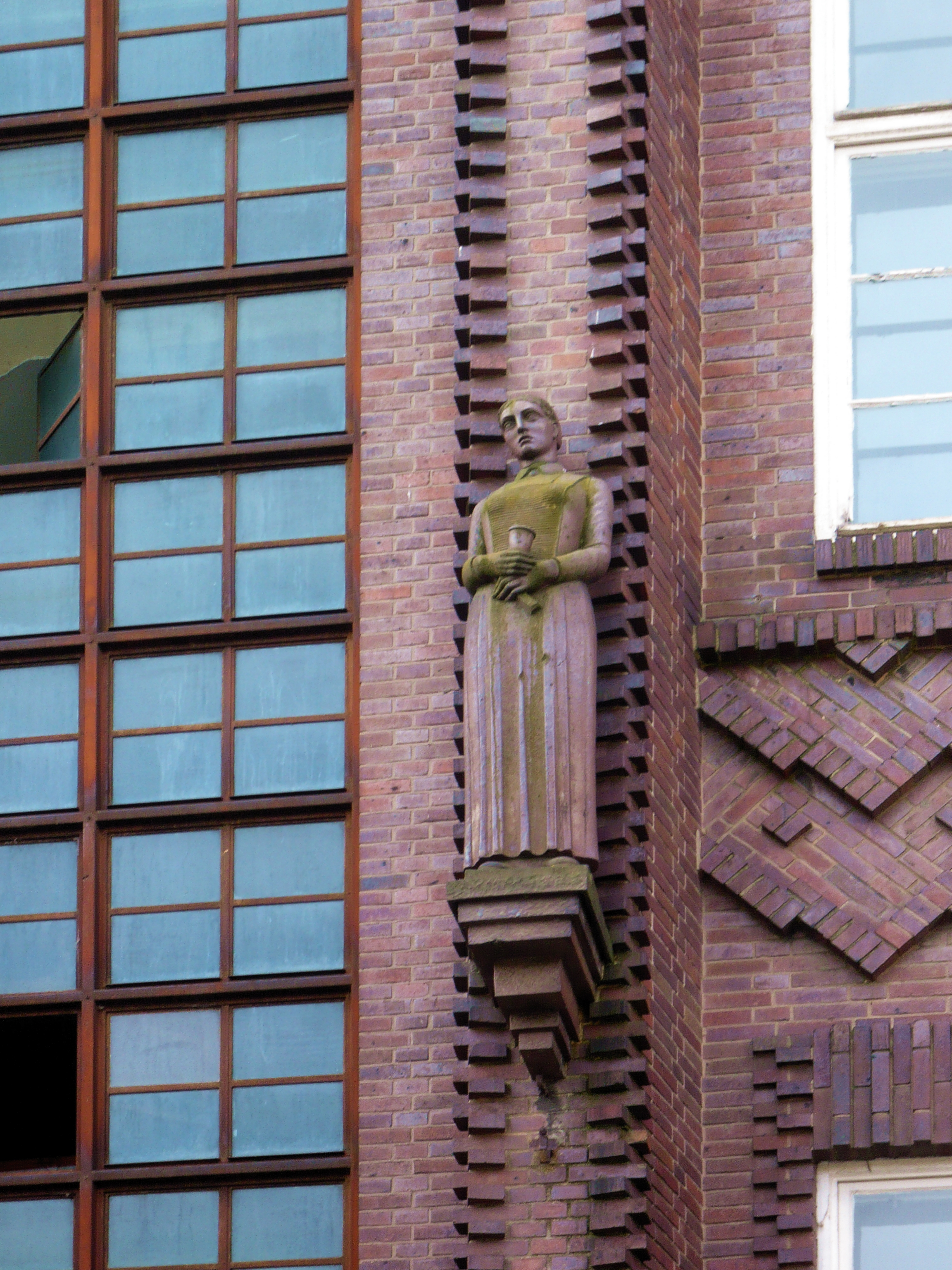
Schmuckfigur an der Fassade

In dunklen blau-roten Klinkern gehalten ist der sechsgeschossige Stahlskelettbau im Stil des Expressionismus. Er besteht aus dem langgestreckten Trakt an der Rungestraße mit zwei rückwärtigen Flügelbauten, die eine hofseitige große überdachte Schalterhalle flankierten. Den westlichen Teil des Bauwerks (an der Wassergasse gelegen) bildet ein zweietagiger Bau. Ein achtachsiger Mittelbau mit einem Portal und einladender Freitreppe beherrscht die Straßenfront an der Rungestraße. Die Grundfläche aller Gebäudeteile beträgt etwa 3.100 m², die Baufläche umfasst dagegen rund 10.000 m². Aufgelockert wird das Bauwerk durch Schmuckpfeiler bis zur fünften Etage und sechs Terrakottafiguren an den Pfeilervorlagen sowie einer plastischen Flächengestaltung der Klinkerverblendung. Die Bildhauerarbeiten stammen von Anton Lechtner.
Die Aufstockung an der Front der Wassergasse erfolgt in den Raummaßen des ursprünglichen Gebäudes und wird mit Balkons zur Straßenseite hin ausgestattet. Die rückwärtigen Seitenflügel werden zu Zwei- bis Dreizimmerwohnungen mit Nutzflächen zwischen 60 und 80 m² umgebaut. Die Flügelbauten sind mit drei Innenhöfen verbunden. Die im Gebäude entstehenden 180 Eigentumswohnungen von 30 bis 330 m² Wohnfläche sind in sechs verschiedene Grundtypen mit unterschiedlicher Wohnfläche gegliedert.
Die originalen Treppenhäuser mit Wandfliesen und großzügigen Foyers werden restauriert und bleiben erhalten. Für eine Fußbodenbemalung im ShowRoom lieferten Studenten der Kunsthochschule Halle Burg Giebichenstein Entwürfe. Der ShowRoom existiert seit Mai 2014. Die ursprüngliche Schalterhalle besaß ein größeres Vordach, mittels Stahlträgern gestützt, die nun freigelegt und in die Umgestaltung einbezogen werden. Unter dem Dach ist die Anlage eines kleinen Botanischen Gartens angedacht. Im Oktober 2016 waren die Entkernung vollendet, die meisten neuen Fensterelemente eingebaut, die neuen Wasser- und Abwasserstränge gesetzt und Trockenbauwände gestellt.
Der Immobilienvermittler Zabel Property wurde für den Vertrieb der Eigentumswohnungen beauftragt. Ein von der SED-Parteihochschule ehemals als Kinosaal genutzter Raum wurde von Zabel Property als Ballsaal vermarktet. In der deutschen Presse wurde der Ballsaal auch als „Berlins teuerste Einzimmer-Wohnung“ betitelt.

### Neubauten
Vor dem östlichen Gebäudeflügel entlang der Straße Am Köllnischen Park waren vier einzeln stehende und schräg zur Straße gestellte Gebäude anstelle des bereits abgerissenen Kulturhauses geplant. Die Häuser waren mit jeweils sieben Stockwerken geplant und sollten sich in der Traufhöhe am Altbestand orientieren. Nunmehr (Stand: 2019) ist vorgesehen, unter dem Namen Embassy Neubauten als Blockrandbebauung zu errichten. Auch hier sollen hochpreisige Eigentumswohnungen entstehen.